# Meddenbick

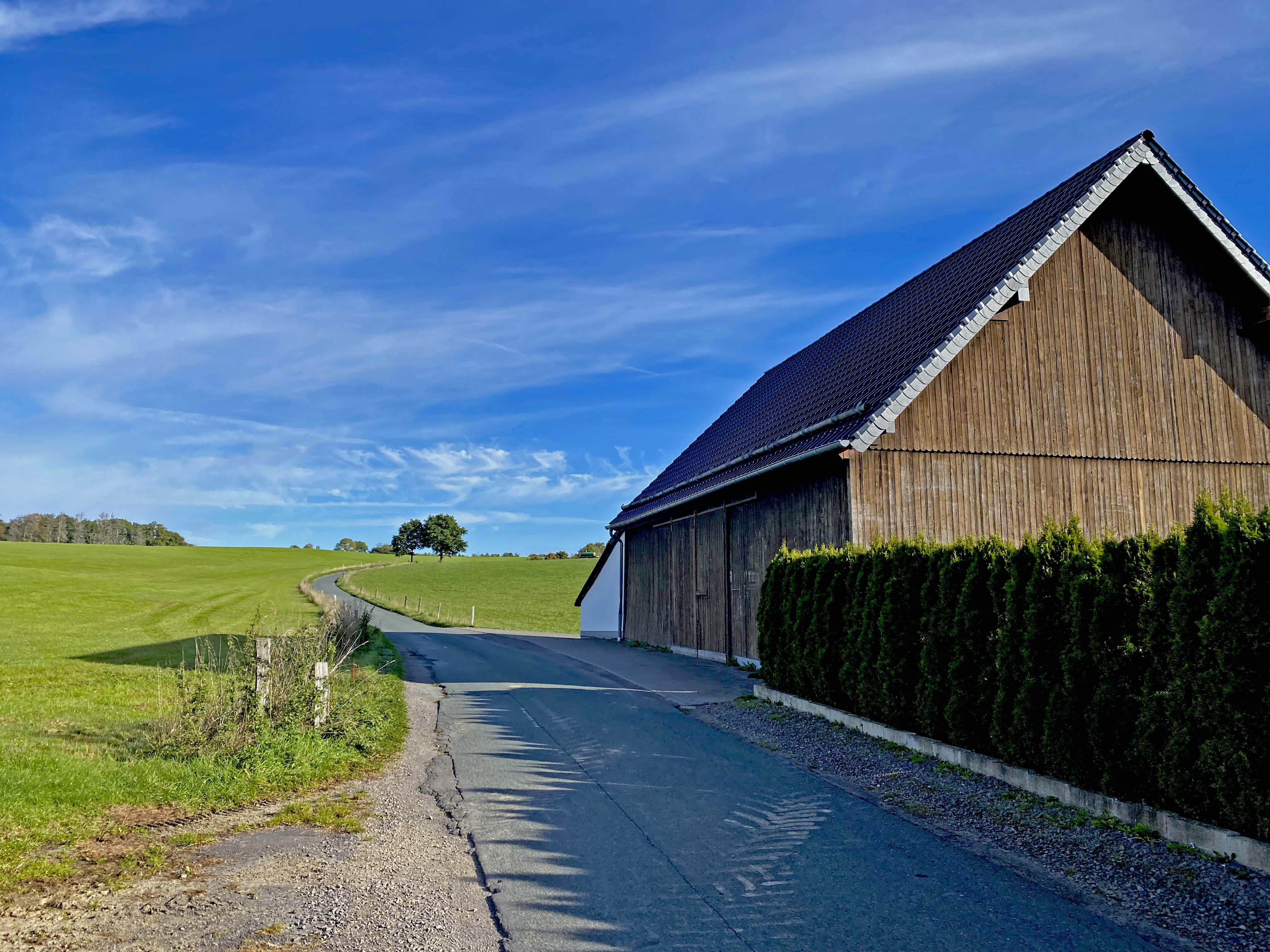
Straße nach Dreine und Kreuzberg

Meddenbick ist eine Hofschaft von Wipperfürth im Oberbergischen Kreis im Regierungsbezirk Köln in Nordrhein-Westfalen (Deutschland).

## Lage und Beschreibung
Die Hofschaft liegt im Nordosten von Wipperfürth zwischen der Neyetalsperre und dem Tal des Hönnigebaches. Nachbarorte sind Harhausen, Hasselbick, Hambüchen, Dreine und Hönnige. Am östlichen Ortsrand entspringt ein Nebengewässer des Baches Hönnige, die Meddenbick.
Politisch wird der Ort durch den Direktkandidaten des Wahlbezirks 3 (030) Nordöstliches Stadtgebiet im Rat der Stadt Wipperfürth vertreten.

## Geschichte
1361 wird Meddenbick erstmals urkundlich erwähnt. In Unterlagen des Archivs der katholischen Pfarrgemeinde St. Nikolaus in Wipperfürth wird der Priester „Albertus de Medbicke“ neben anderen „Brüdern“ als Stifter des Marienaltares in der Wipperfürther Pfarrkirche genannt. Die Karte Topographia Ducatus Montani aus dem Jahre 1715 zeigt einen Hof unter der Bezeichnung „Merrenbeck“. Die Topographische Aufnahme der Rheinlande von 1825 zeigt „Meddenbek“ mit umgrenztem Hofraum und drei einzelnen Gebäudegrundrissen. Ab der topografischen Karte (Preußische Neuaufnahme) der Jahre 1894 bis 1896 wird die Ortsbezeichnung Meddenbick verwendet.

## Busverbindungen
Über die in Wipperfürth Harhausen gelegene Bushaltestelle der Linie 338 (VRS/OVAG) ist eine Anbindung an den öffentlichen Personennahverkehr gegeben.